# Ypthima howarthi
Ypthima howarthi är en fjärilsart som beskrevs av Sir Keith Cantlie och Norman 1959. Ypthima howarthi ingår i släktet Ypthima och familjen praktfjärilar. Inga underarter finns listade i Catalogue of Life.